# 廣播事務管理局
廣播事務管理局（英語：Broadcasting Authority），簡稱廣管局，是香港曾經存在的一個獨立法定機構，於1987年根據《廣播事務管理局條例》成立，其職責是監管香港的電台及电视廣播。
廣管局的職能是進行相關的電台及電視廣播的諮詢、接受有關電台及電視廣播的節目內容的投訴，並對投訴展開調查，然後向有關的電台／電視台作出輕微、強烈勸喻、書面警告、罰金，甚至可以吊銷電台／電視台的牌照等。其執行部門為影視及娛樂事務管理處。該局已於2012年4月1日與電訊管理局合併為通訊事務管理局。

## 成員
廣管局共有12名成員，全部皆由行政長官委任。其中9名（包括主席）為非公職人士，3名是政府人員。
- 主席

何沛謙
- 副主席

謝曼怡（商務及經濟發展局常任秘書長（通訊及科技））
- 委員

利敏貞（電訊管理局總監）
雷潔玉（民政事務局副秘書長）
黃冠文
曾玉煌
黃汝璞
黃秀英
李正儀博士
盧永仁博士
郭艷明
雷紹麟

### 轄下委員會
- 投訴委員會

負責處理有關廣播事務的投訴以及就這些投訴向廣管局作出建議。
由7名廣管局委員及6名非公職增選委員組成。
主席：黃冠文
- 業務守則委員會

負責定期檢討各項廣播標準。
由5名廣管局委員及5名非公職增選委員組成。
主席：郭烈東

## 爭議
- 1998年：無綫、亞視《陳健康事件》
- 2005年：無綫電視《天使特警》事件
- 2006年：香港電台鏗鏘集《同志‧戀人》，另見曹文傑訴廣管局
- 2006年：商業電台架勢堂投票風波
- 2007年：《秋天的童話》電視重播爭議
- 2010年：《十八仝人愛落區》
- 2011年：亞視新聞誤報江澤民死訊事件

## 歷任首長

### 廣播事務管理局主席
- 李鵬飛（1987年－1989年）
- 羅保（1989年－1997年）
- 梁乃鵬（1997年－2002年）[1]
- 馮華健（2002年[2]－2008年）
- 何沛謙（2008年－2012年）

## 外部連結
- 廣播事務管理局官方網站 （页面存档备份，存于）

## 参見
- 淫褻物品審裁處
- 影視及娛樂事務管理處